# Maniscalco

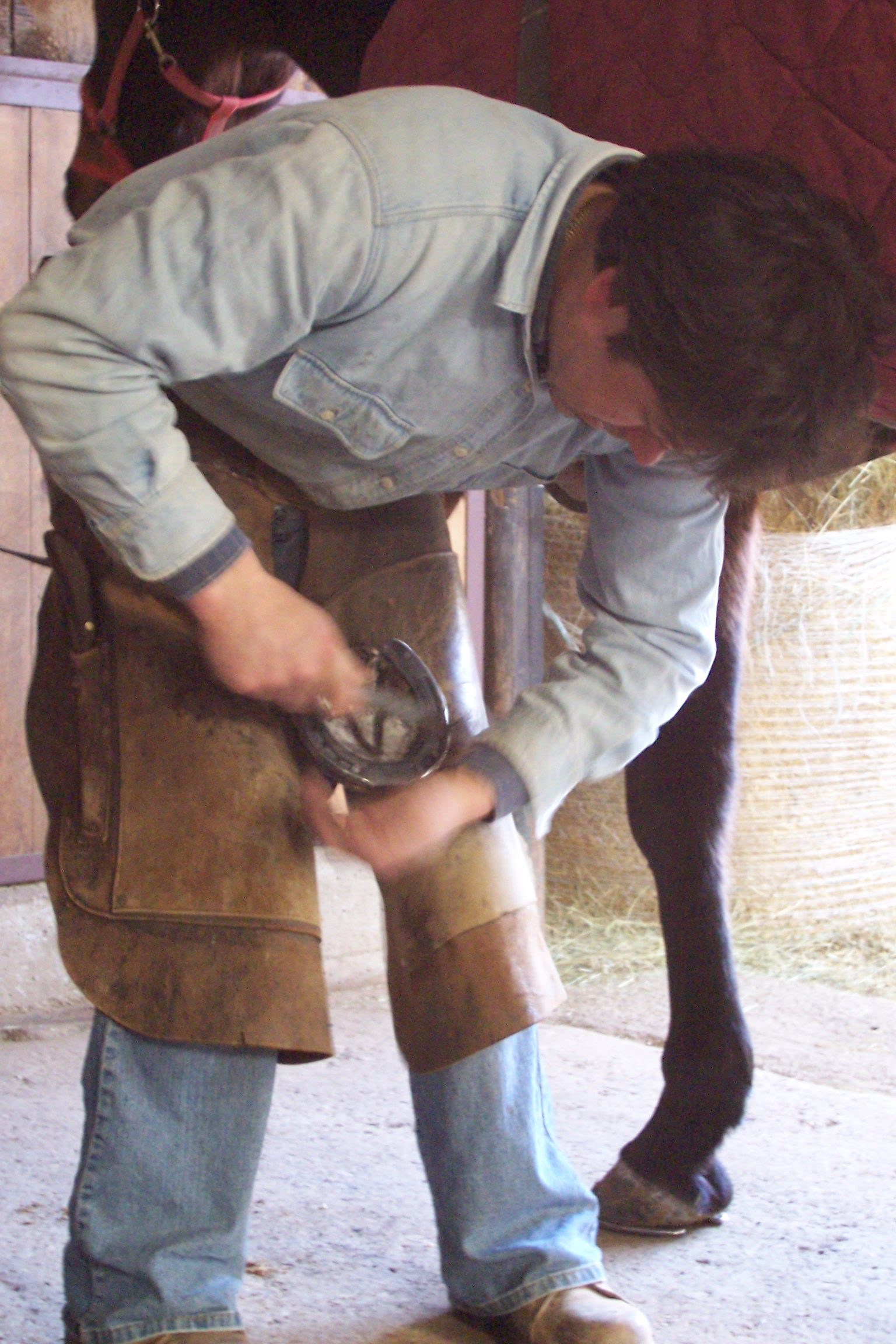
Maniscalco al lavoro

Il maniscalco è l'artigiano che esercita l'arte della mascalcia, ossia del pareggio e ferratura del cavallo e degli altri equini domestici (asino e mulo).
L'etimologia della parola è strettamente legata a quella di maresciallo (come dimostra anche la vecchia variante sinonimica mariscalco), dalla radice mare (in inglese, giumenta) e dalla radice scealc (servo, soldato); interpretazioni più accreditate indicano l'origine della parola inglese marshal dall'antico germanico marah (cavallo) e schalh (servo), indicando quindi colui che si occupa/che è responsabile/che si prende cura dei cavalli, parola che poi si è diffusa in Europa.

## Storia
La figura del maniscalco si sovrapponeva in parte a quella del fabbro; i ferri venivano infatti forgiati al momento, e su misura, secondo le necessità dei cavalli. Attualmente l'ampia disponibilità commerciale di ferri di cavallo già pronti rende inutile il loro confezionamento, ma è comunque richiesta una certa competenza nella lavorazione del ferro per i necessari adattamenti che vengono attuati a freddo o a caldo con i tradizionali attrezzi del fabbro (fucina, incudine, mazza).
A seguito del diffondersi anche in Italia del barefoot movement, l'arte della mascalcia ha trovato un nuovo impulso; nel cavallo scalzo, infatti, il pareggio ha una particolare importanza e richiede l'apprendimento di nuove tecniche. Inoltre, l'uso del cavallo scalzo richiede che il maniscalco sia anche preparato a un'attività professionale del tutto nuova, l'adattamento delle scarpette usate nel periodo di transizione (il periodo che intercorre fra la sferratura e la completa riabilitazione dello zoccolo, della durata di alcuni mesi), durante il quale gli zoccoli (in genere, solo gli anteriori) richiedono una certa protezione per evitare al cavallo qualsiasi disagio sui terreni difficili.

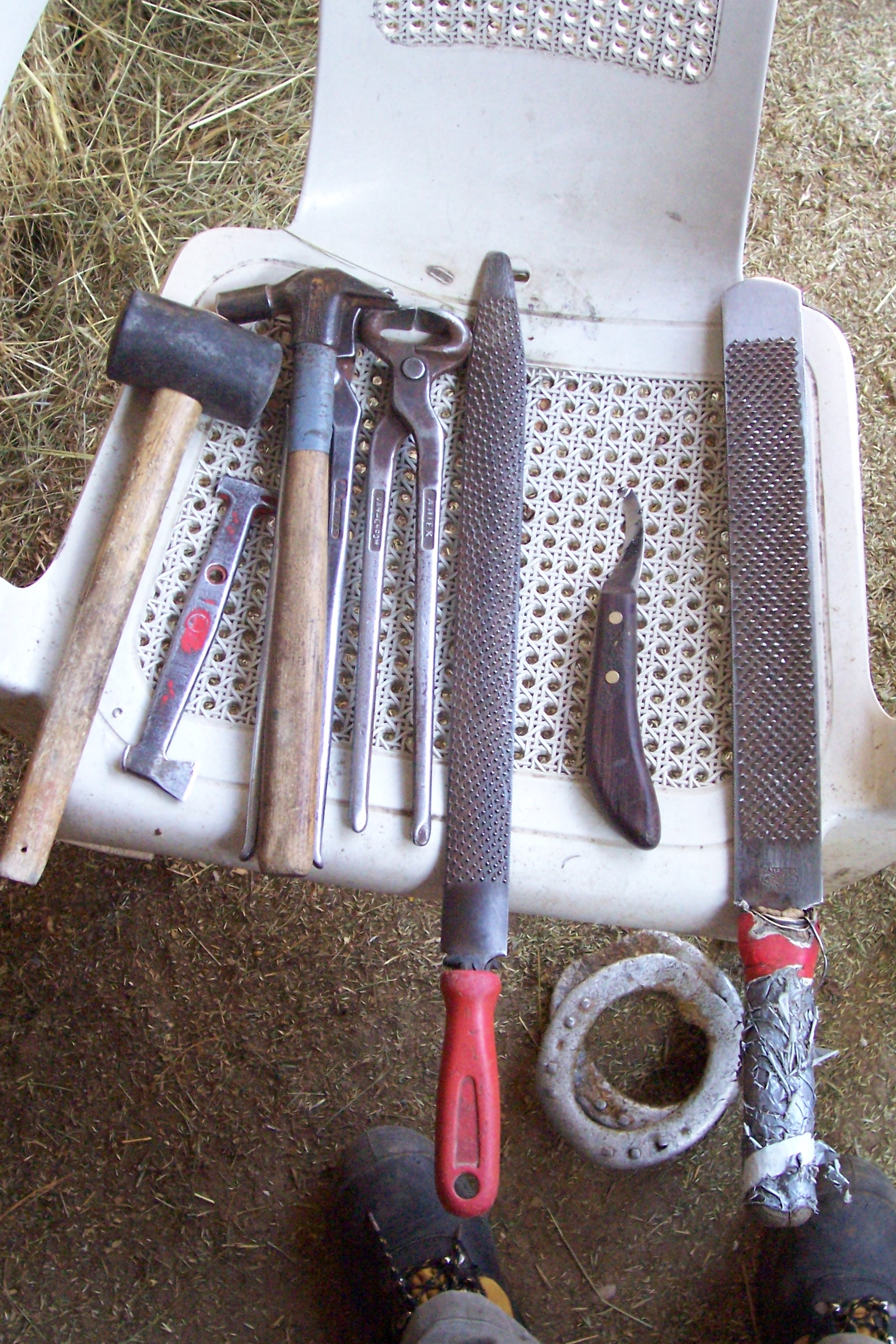
Alcuni attrezzi del maniscalco tradizionale

L'unica scuola italiana dove apprendere il mestiere del maniscalco è la scuola di Mascalcia presso il Centro militare veterinario in Grosseto, aperta anche ai civili.

## L'attività
Nel suo lavoro, collabora strettamente con il proprietario (che gli fornisce tutte le informazioni sull'uso abituale del cavallo, su eventuali esigenze particolari, su eventuali problemi dell'andatura) e con il veterinario (con il quale concorda gli accorgimenti opportuni in caso di patologie della zampa o delle articolazioni degli arti).
L'atto dell'adattamento e dell'applicazione del ferro non esaurisce il compito del maniscalco; infatti, un'importante fase della ferratura è il pareggio, che consiste nell'asportazione dell'eccessiva crescita delle varie parti dello zoccolo rivolte verso il suolo (muraglia, fettone, suola, barre). Opera anche nel corso di ogni manifestazione sportiva equestre, insieme al veterinario e al personale di assistenza medica di primo soccorso.